# Latrodectus indistinctus
Latrodectus indistinctus là một loài nhện trong họ Theridiidae.